# Kabinett Pompidou I
Das Kabinett Pompidou I wurde am 16. April 1962 ernannt, nachdem Georges Pompidou am 14. April 1962 das Amt des Premierministers übernommen hatte. Das Kabinett folgte dem Kabinett Debré und wurde am 16. Mai, 11. September und 15. Oktober 1962 umgebildet. Die Regierung befand sich bis zum 28. November 1962 im Amt und wurde dann vom Kabinett Pompidou II abgelöst.

## Kabinett

### Minister
Dem Kabinett gehörten folgende Minister an:
| Amt                                                                                             | Name                      | Beginn der Amtszeit | Ende der Amtszeit |
| ----------------------------------------------------------------------------------------------- | ------------------------- | ------------------- | ----------------- |
| Premierminister                                                                                 | Georges Pompidou          | 14. April 1962      | 28. November 1962 |
| Staatsminister, Kulturminister                                                                  | André Malraux             | 16. April 1962      | 28. November 1962 |
| Staatsminister, Minister für Zusammenarbeit                                                     | Pierre Pflimlin           | 16. April 1962      | 16. Mai 1962      |
| Minister für Zusammenarbeit                                                                     | Georges Gorse             | 16. Mai 1962        | 28. November 1962 |
| Staatsminister, Minister für Überseegebiete                                                     | Louis Jacquinot           | 16. April 1962      | 28. November 1962 |
| Staatsminister, Minister für Algerien-Angelegenheiten                                           | Louis Joxe                | 16. April 1962      | 28. November 1962 |
| Staatsminister, Minister für wissenschaftliche Forschung und Atom- und Raumfahrtangelegenheiten | Gaston Palewski           | 16. April 1962      | 28. November 1962 |
| Siegelbewahrer, Justizminister                                                                  | Jean Foyer                | 16. April 1962      | 28. November 1962 |
| Außenminister                                                                                   | Maurice Couve de Murville | 16. April 1962      | 28. November 1962 |
| Innenminister                                                                                   | Roger Frey                | 16. April 1962      | 28. November 1962 |
| Minister für die Streitkräfte                                                                   | Pierre Messmer            | 16. April 1962      | 28. November 1962 |
| Minister für Finanzen und Wirtschaft                                                            | Valéry Giscard d’Estaing  | 16. April 1962      | 28. November 1962 |
| Minister für nationale Bildung                                                                  | Pierre Sudreau            | 16. April 1962      | 15. Oktober 1962  |
| Minister für nationale Bildung (kommissarisch)                                                  | Louis Joxe                | 15. Oktober 1962    | 28. November 1962 |
| Minister für öffentliche Arbeiten und Verkehr                                                   | Robert Buron              | 16. April 1962      | 16. Mai 1962      |
| Minister für öffentliche Arbeiten und Verkehr                                                   | Roger Dusseaulx           | 16. Mai 1962        | 28. November 1962 |
| Industrieminister                                                                               | Michel Maurice-Bokanowski | 16. April 1962      | 28. November 1962 |
| Landwirtschaftsminister                                                                         | Edgard Pisani             | 16. April 1962      | 28. November 1962 |
| Arbeitsminister                                                                                 | Paul Bacon                | 16. April 1962      | 16. Mai 1962      |
| Arbeitsminister                                                                                 | Gilbert Grandval          | 16. Mai 1962        | 28. November 1962 |
| Minister für öffentliche Gesundheit und Bevölkerung                                             | Joseph Fontanet           | 16. April 1962      | 16. Mai 1962      |
| Minister für öffentliche Gesundheit und Bevölkerung                                             | Raymond Marcellin         | 16. Mai 1962        | 28. November 1962 |
| Minister für das Bauwesen                                                                       | Jacques Maziol            | 16. April 1962      | 28. November 1962 |
| Minister für Veteranen und Kriegsopfer                                                          | Raymond Triboulet         | 16. April 1962      | 28. November 1962 |
| Minister für Post und Telekommunikation                                                         | Jacques Marette           | 16. April 1962      | 28. November 1962 |

### Beigeordnete Minister und Staatssekretäre
Dem Kabinett gehören ferner folgende Beigeordnete Minister und Staatssekretäre an:
| Amt                                                                                         | Name              | Beginn der Amtszeit | Ende der Amtszeit  |
| ------------------------------------------------------------------------------------------- | ----------------- | ------------------- | ------------------ |
| Staatssekretär beim Premierminister für den öffentlichen Dienst                             | Jean de Broglie   | 16. April 1962      | 28. November 1962  |
| Beigeordneter Minister beim Premierminister für Beziehungen zum Parlament                   | Roger Dusseaulx   | 16. April 1962      | 16. Mai 1962       |
| Staatssekretär beim Premierminister für Beziehungen zum Parlament                           | Pierre Dumas      | 16. Mai 1962        | 28. November 1962  |
| Beigeordneter Minister beim Premierminister für Raumplanung                                 | Maurice Schumann  | 16. April 1962      | 16. Mai 1962       |
| Beigeordneter Minister beim Premierminister für Information                                 | Christian Fouchet | 11. September 1962  | 28. November 1962  |
| Staatssekretär beim Premierminister für Information                                         | Alain Peyrefitte  | 16. April 1962      | 11. September 1962 |
| Beigeordneter Minister beim Premierminister für Rückkehrer                                  | Alain Peyrefitte  | 11. September 1962  | 28. November 1962  |
| Staatssekretär beim Premierminister für Rückkehrer                                          | Robert Boulin     | 16. April 1962      | 11. September 1962 |
| Staatssekretär im Außenministerium                                                          | Georges Gorse     | 16. April 1962      | 16. Mai 1962       |
| Staatssekretär für den Haushalt im Finanz- und Wirtschaftsministerium                       | Robert Boulin     | 11. September 1962  | 28. November 1962  |
| Staatssekretär für den Außenhandel im Finanz- und Wirtschaftsministerium                    | Gilbert Grandval  | 16. April 1962      | 16. Mai 1962       |
| Staatssekretär für den Binnenhandel im Finanz- und Wirtschaftsministerium                   | François Missoffe | 16. April 1962      | 28. November 1962  |
| Staatssekretär für öffentliche Arbeiten im Ministerium für öffentliche Arbeiten und Verkehr | Pierre Dumas      | 16. April 1962      | 16. Mai 1962       |